# هويركال دي المرية
بلدية هويركال دي المرية (بالإسبانية: Huércal de Almería)‏, هي بلدية تقع في مقاطعة المرية. جنوب شرق إسبانيا. يبلغ عدد سكانها 11.128 نسمة.

## أعلام
- خواكين فرنانديز

## وصلات خارجية
- (بالإسبانية)